# Bogan Hunters
Bogan Hunters es un popular de Australia comedia reality serie 'Bogan Hunters'. La serie ofrece una mirada profunda en Bogan la cultura de Australia, como los buscadores de Bogan ir alrededor de Australia en busca de 'mayor Bogan de Australia'. El espectáculo fue mostrado por primera vez en Australia 's 7mate el 13 de mayo de 2014 y en Nueva Zelanda' s  TV2 el 14 de octubre de 2014. El último episodio de la temporada 1 salió al aire en Australia el 15 de julio de 2014.

## Información general
El espectáculo sigue las aventuras de Pauly Fenech, Shazza y Kev el Kiwi en su viaje alrededor de Australia en busca de la nación más grande Bogan, apelando a un creciente interés y la fascinación de esta forma única de Australia  la cultura. Su búsqueda los lleva a todos de los estados y territorios de Australia, que revelan la diversidad de la cultura Bogan en toda la nación. Después de una larga búsqueda de algunas de las ciudades más grandes, siete de los mejores Bogans  Down Under son seleccionados por ocho jueces de la celebridad para competir en un Gran Final Bogan en Sídney, donde se miden apariencia, actitud y atractivo sexual. Los ganadores del 2014 enfrentamiento se conceden un "Premio de Oro de la correa", y un "orgullo australiano ' Straya' ute". Con barriles de cerveza o de un cambio de imagen. Algunos de los personajes principales y los jueces los shows 'son conocidos por haber aparecido anteriormente en el SBS Australia serie de televisión "Pizza", "Swift y Shift Mensajería" y "Housos". Serie 1 se centra en bogans suburbanas situadas a unos 20 minutos en coche del centro de las ciudades más grandes de Australia.

## Cultura australiana
El espectáculo es alegre y presentados de una manera cómica, pero también muestra la extensión generalizada de la cultura bogan real en Australia.

No hay ningún pretexto, eres lo que eres, que es una manera muy honesta de vivir. No tratar de ser lo que no eres. Una gran cantidad de bogans han tenido golpes duros de la vida todavía están sonriendo. Para mí que se nutre de la mejor parte del carácter de Australia - el humor, la honestidad, la capacidad de reírnos de nosotros mismos.
Paul Fenech News Limited.

### Tasmania
Tasmania se encontró que tenía los mejores bogans, y fue llamada la "capital de Australia Bogan 'con Tasmanios conseguir cuatro puntos en la final.

## Lista de episodios
| Prod. | Título              | Director    | Guionista(s) | Fecha de emisión original |
| --- | ------------------- | ----------- | ------------ | ------------------------- |
| 1x01 (1). | — «Episodio Uno»    | Paul Fenech | Paul Fenech  | 13 de mayo de 2014        |
| Líder Pauly Fenech, traductor Shazza y líder de seguridad y Nueva Zelanda campeón de consumición de la cerveza) Kev el Kiwi comienzan su búsqueda de Australia de mayor Bogan en Western Australia 's evento Powercruise en el Perth Motorplex donde encontrar ejemplos de la 'descuentan Bogan'. Más tarde, se dirigen hacia el sur de Tasmania, donde descubren la frase 'obeasty', una adición reciente al vernáculo australiano. El episodio también cuenta con una parada en el Ned Kelly museo en Glenrowan, Victoria |                     |             |              |                           |
| 1x02 (2). | — «Episodio Dos»    | Paul Fenech | Paul Fenech  | 20 de mayo de 2014        |
| Los buscadores Bogan viajar a George Town, en Tasmania, y luego Fremantle, Western Australia donde visitan Bogan icono Bon Scott's grave y se encuentran con un grupo de motociclistas Bogan. Finalmente viajan a un popular lugar frecuentado Bogan, un pub en Logan, el sur de Queensland donde algunos Bogans tortazo uno al otro en la cara con sandalias para resolver una disputa. |                     |             |              |                           |
| 1x03 (3). | — «Episodio Tres»   | Paul Fenech | Paul Fenech  | 27 de mayo de 2014        |
| Los buscadores Bogan seguir buscando, beben vino de un tendedero en Nar Nar Goon, Victoria, pero no puede encontrar ningún Bogans cerca Stonor, Tasmania. Más tarde, Shazza va a Holden pronto a cerrar Adelaide de la fábrica, y Pauly y Kev ir al Rey de la Lucha Anillo y hacer quemar outs en la sala de alguien en Darwin, Northern Territory |                     |             |              |                           |
| 1x04 (4). | — «Episodio Cuatro» | Paul Fenech | Paul Fenech  | 3 de junio de 2014        |
| Esta vez van a través de Nueva Gales del Sur, Queensland, Victoria y Australia del Sur. Shazza hace su primera queme en un franela. Coche cubierto, ve una oveja estatua grande y mirar hacia fuera para una de dos cabezas Bogan en la selva de Tasmania o maderas |                     |             |              |                           |
| 1x05 (5). | — «Episodio Cinco»  | Paul Fenech | Paul Fenech  | 10 de junio de 2014       |
| Davey Cooper se une a Pauly y Kev para una mirada por el norte de Adelaide, Australia del Sur. Los cazadores van a un concierto que es en honor del cincel frío. Más tarde van a la Territorio del Norte, donde se encuentran con un hombre que es un campeón de lanzamiento de la sandalia. Kev pierde contra Pauly en un juego de la pesca, por lo que Kev tiene que quedar cubierto de serpientes y obtener en un tanque y disfrutar de un baño con una gran cocodrilo.                                                  |                     |             |              |                           |
| 1x06 (6). | — «Episodio Seis»   | Paul Fenech | Paul Fenech  | 17 de junio de 2014       |
| Ellos van a Ravenswood, Tasmania, y conoce a un impostor muy falso Bogan en Queensland. Shazza llega a dar su primer tatuaje hecho en casa alguna vez a una madre en St. Helens, Tasmania. |                     |             |              |                           |
| 1x07 (7). | — «Episodio Seite»  | Paul Fenech | Paul Fenech  | 24 de junio de 2014       |
| Los cazadores se reúnen un loco y, a veces desnudo Western Australian, y un Bogan que vive en un Holden coche. Más tarde van ver señoras que les gusta luchar en jalea en Ipswich, Queensland. , |                     |             |              |                           |
| 1x08 (8). | — «Episodio Ocho»   | Paul Fenech | Paul Fenech  | 1 de julio de 2014        |
| Los buscadores Bogan piensan acerca de las mejores partes de su viaje y siete de los mejores Bogans que encontraron durante su viaje se muestran. |                     |             |              |                           |
| 1x09 (9). | — «Episodio Nueve»  | Paul Fenech | Paul Fenech  | 8 de julio de 2014        |
| Los siete mejores Bogans competir por el título de 'más grande de Australia Bogan' en un evento de la Gran Final celebrada en Sídney, Nueva Gales del Sur. |                     |             |              |                           |
| 1x10 (10). | — «Episodio Diez»   | Paul Fenech | Paul Fenech  | 15 de julio de 2014       |
| Los ganadores del título de 'más grande de Australia Bogan' dan dado las llaves del "orgullo australiano ' Straya' ute", que cuenta con barriles de cerveza en la parte posterior de la misma. Los ganadores del Premio a la Mejor Bogan Mujer y el general Puntos Ganador llegar a tener un cambio de imagen realizado por Henry Roth, lecciones de cortesía a partir de June Dally-Watkins y sus dientes se fija por Haoey dental. ,,                                                                                     |                     |             |              |                           |

## Moldeada y Personajes

### Principal
- Paul Fenech como Pauly
- Elle Dawe como Shazza
- Kevin Taumata como Kev el Kiwi

### Los jueces de la celebridad
- Angry Anderson como a sí mismo
- Jonesy como a sí mismo
- Amarli Inez como Miss Nude Australia
- Tahir Bilgiç como a sí mismo
- Mark "Jacko" Jackson como a sí mismo
- Chris Franklin como a sí mismo
- Derek Boyer como a sí mismo
- Rob Shehadie como a sí mismo

### Otros
- Davey Cooper como a sí mismo
- Jimmy Jackson como James aka ruedas grandes
- June Dally-Watkins como ella misma
- Henry Roth como a sí mismo
- Martin Miller como Marty el Ingeniero[17]
- Alex Romano como Jimmy